# Албин Фелц
Албин Фелц (словен. Albin Felc; Јесенице, 14. мај 1941) некадашњи је југословенски и словеначки хокејаш на леду и хокејашки тренер. Као играч играо је на позицијама крилног нападача.
Играчку каријеру започео је као седаманаестогодишњи тинејџер у лето 1958. године када је по први пут заиграо за екипу Акрони Јесеница и већ у својој дебитантској сезони са Јесеницама осваја титулу првака Југославије. У југословенском првенству постигао је укупно 458 голова, а у лето 1971. проглашен је за најбољег стрелца националног првенства. Током каријере играо је и за екипе из Швајцарске и Италије, а играчку каријеру окончао је у дресу Цеља 1982. године.
Био је стандардни члан сениорске репрезентације Југославије пуних 18 година, од 1961. до 1979, одигравши у том периоду 155 утакмица уз учинак од 82 постигнута гола и 91 асистенцију. У три наврата наступао је и на Олимпијским играма, и то на ЗОИ 1964. у Инзбруку, ЗОИ 1968. у Греноблу и на ЗОИ 1972. у Сапороу. Са 6 голова и 5 асистенција Фелц је проглашен за најбољег играча олимпијског турнира групе Б у Греноблу.
Годину дана по окончању играчке каријере, у лето 1983. постаје главним тренером екипе Јесеница, а на светском првенству 1993. обављао је функцију помоћног тренера сениорске селекције Словеније.